# Canada de Sus
Canada de Sus (în franceză Haut-Canada, în engleză Upper Canada) a fost o provincie a Imperiului Britanic, creată în 1791, prin Actul Constituțional, a cărui principală consecință a fost împărțirea Provinciei Québec (1763 - 1791) în Canada de Sus (în franceză, Haut-Canada) și Canada de Jos (în franceză, Bas-Canada).

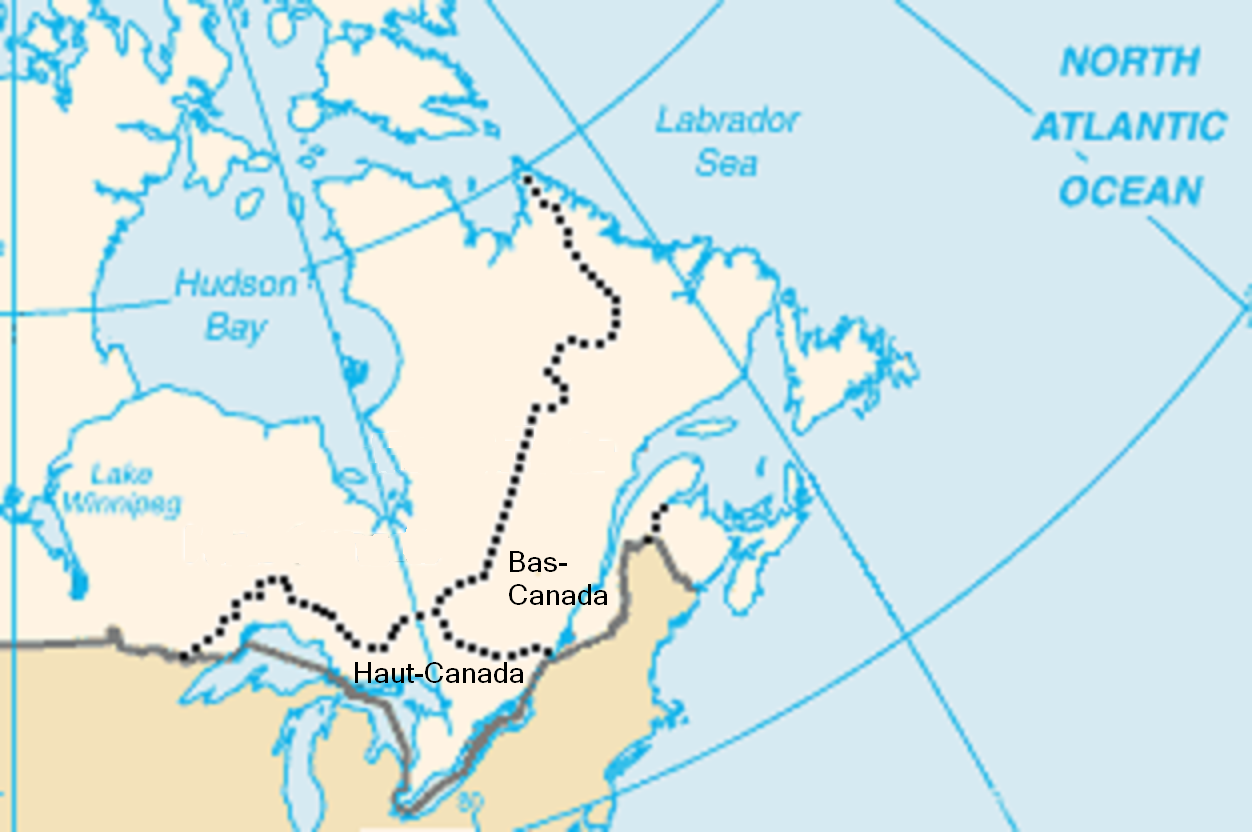
Canada de Sus (Haut-Canada) şi Canada de Jos (Bas-Canada) în 1791

## Istorie
Pe plan legal și politic, Canada de Sus a existat din 1791, până în februarie 1841, când s-a aplicat Actul de Unire din iulie 1840, prin care cele două teritorii s-au reunit. 
După Războiul de independență al Statelor Unite ale Americii, vreo 50.000 de coloni americani, care rămaseră fideli coroanei britanice sau care aduseseră servicii militare britanicilor în regimente loialiste, au trebuit să părăsească noua republică. Circa 6.000 dintre acești loialiști au fost instalați în regiunile din sud-vestul Montréalului, pe malurile fluviului Sfântul Laurențiu, pe râul Niagara și pe malul lacului Ontario. Această populație, de limbă engleză și de religie majoritar protestantă, voia să se vadă stabilită într-o colonie reglată de legi și de instituții britanice care le erau familiare.
După Războiul de independență al Statelor Unite ale Americii, Canada de Sus a primit, timp îndelungat, mulți imigranți. De loialitate mai îndoielnică, acești nou veniți din Noua Anglie sau din New York au fost atrași de pământurile fertile.
Canada de Sus a jucat un rol important în Războiul anglo-american din 1812, fiind obiectul mai multior tentative de invazie al americanilor. Orașul York (azi Toronto), orașul capitală, a fost jefuit și distrus în 1812 de către armata americană. Totuși britanicii, ajutați de milițiile din Canada de Sus, i-au oprit pe americani în bătălia de la Queenston Heights. Cea mai mare parte a noilor coloni americani au rămas neutri în timpul conflictului, deși câțiva indivizi dintre ei au ajutat, într-un mod activ, partea americană.
După încheierea războaielor contra lui Napoleon, provincia Canada de Sus a primit o puternică imigrație provenind din Anglia, din Scoția și din Irlanda.
Sub regimul guvernatorului Simcoe, Canada de Sus, la puțin timp după crearea sa, a devenit, în 1793, prima colonie britanică unde a fost adoptată o lege cu scopul restrângerii sclaviei, numită Act Against Slavery ·  (în românește, Un act contra sclaviei). Între 1830 și 1860, circa 30.000 de sclavi afro-americani au fugit pe calea ferată clandestină, pentru a se refugia în Canada de Sus (și în Canada Unită)).
Canada de Sus era caracterizată prin modul său de viață englez, fidel coroanei britanice, în care legile civile și legile penale erau cele englezești. Această divizare, între Canada de Sus și Canada de Jos, a sfârșit prin crearea unei răceli între cele două Canade, în care culturile engleză și franceză se confruntau. Această răceală a condus la revolte în anii 1837 - 1838, deși în Canada de Sus, revolta condusă de William Lyon Mackenzie își avea originile mai degrabă în dorința de a smulge controlul instituțiilor din mâinile family compact și de stabilire a unei adunări mai democratice, organizată potrivit cu pricipiile guvernării responsabile. Liberalul englez Lord Durham care a avut drept sarcină anchetarea acestor evenimente, a ajuns la concluzia că «două națiuni erau în război în sânul aceluiași stat» și că singura soluție era reunificarea Canadei de Sus cu Canada de Jos.  
În 1867, Canada de Sus a fost integrată în Provincia Ontario, în cadrul Confederației Canadiene.

## Populația
| Anul | Numărul de locuitori (estimare) |
| ---- | ------------------------------- |
| 1806 | 70.718                          |
| 1811 | 76.000                          |
| 1814 | 95.000                          |
| 1824 | 150.066                         |
| 1825 | 157.923                         |
| 1826 | 166.379                         |
| 1827 | 177.174                         |
| 1828 | 186.488                         |
| 1829 | 197.815                         |
| 1830 | 213.156                         |
| 1831 | 236.702                         |
| 1832 | 263.554                         |
| 1833 | 295.863                         |
| 1834 | 321.145                         |
| 1835 | 347.359                         |
| 1836 | 374.099                         |
| 1837 | 397.489                         |
| 1838 | 399.422                         |
| 1839 | 409.048                         |
| 1840 | 432.159                         |